# Vimperator
Vimperator是Mozilla Firefox的一个扩展，它为喜欢使用键盘的用户提供了类似于Vim的用户界面。它和Vim一样，有着较陡的学习曲线。

## 特點
Vimperator最獨特的是不需要滑鼠， 這是因為它有所謂的Hint模式、及自動補齊的命令行，以及說明系統。

### Hint模式

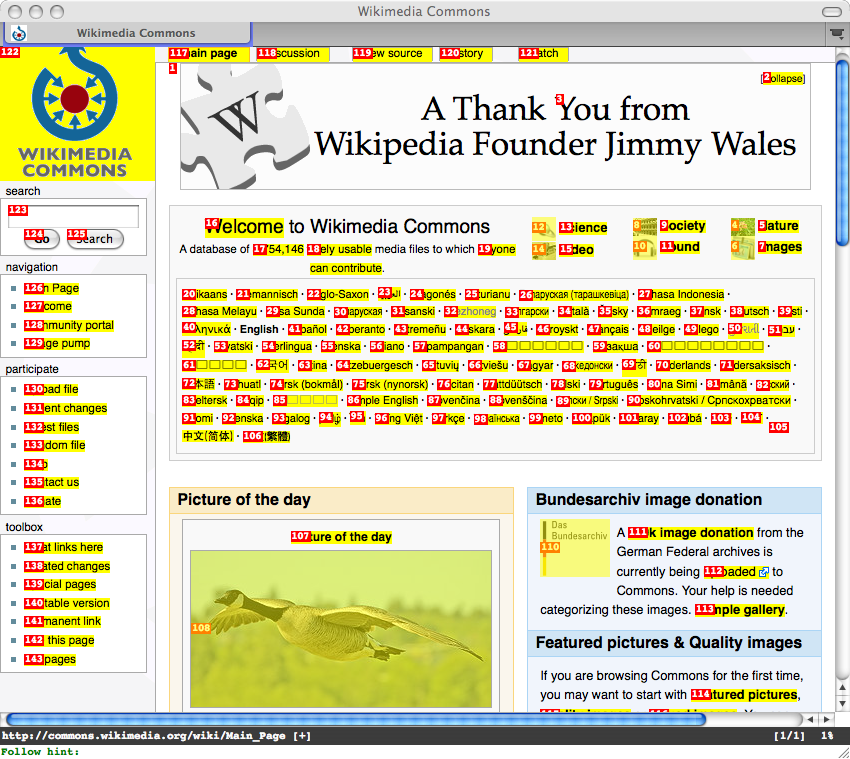
Vimperator的Hint模式

Vimperator的hints允許使用者做出通常需滑鼠來完成的動作。在此模式中，所有能被點擊的網頁元素會被編號，使用者可以利用輸入編號或者鏈接中的文字來選擇。一旦元素被選擇，就會執行操作（如點擊、選擇、複製鏈接地址等）。會執行什麼動作由使用者如何進入Hint模式決定。

### 命令列
Vimperator的大多數功能通過視窗底部類似Vim的命令列來完成。像在Vim中一樣，所有的命令以「:」開始。當使用者輸入「:」，Vimperator就進入「命令列模式」。常用的命令如下：
- :help [主題] – 提供與[主題]相關的說明
- :open [位址] – 在當前標籤打開[位址]，位址可以是文件、書籤的關鍵字、或者用搜索引擎搜索。
- :back 和 :forward – 根據歷史記錄後退和前進。
- :bmark [位址] – 創建書籤。
- :echo [表達式] – 以JavaScript的形式運算[表達式]並顯示結果。
- :set[!] ... – 顯示或修改Vimperator和Firefox的設置。
- :map – 創建、修改鍵盤快捷鍵。
- :highlight – 改变Vimperator的外观，详见帮助文档第18章：Styling the GUI and web pages
  - eg:为了增大Hint模式下的字体尺寸(font-size)，你可以将Hint (它是 highlight 命令中可使用的一个"group")中的默认font-size由10改至14。

:highlight Hint font-family: monospace; font-size: 14px; font-weight: bold; text-transform: uppercase; color: white; background-color: red; border-color: ButtonShadow; border-width: 0px; border-style: solid; padding: 0px 1px 0px 1px; 
- - eg:为了增大命令行字体及列表字体尺寸，你可以将Normal(它是 highlight 命令中可使用的一个"group")添加一个font-size参数。

:highlight Normal color: black; background: white; font-size:20px

大多數常用的命令可以被映射成快捷鍵。有些快捷鍵直接執行操作，另一些則進入命令列模式並自動輸入一部分命令。
比如：
- 快捷鍵「O」打開命令列模式並輸入「:open 」和當前頁面的URI。
- 快捷鍵「H」等價於執行命令:back。

### 自動補齊

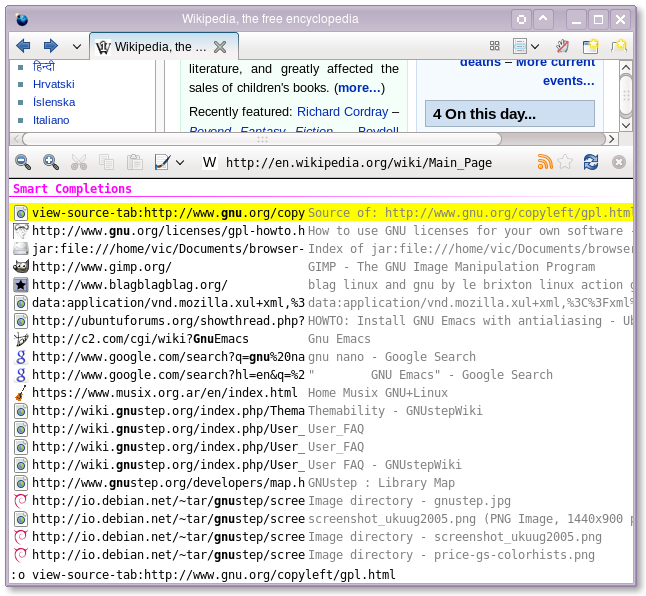
- open命令的自動補齊

Vimperator提供命令的自動補齊功能。比如在按了快捷鍵「b」後，將進入命令列模式，自動輸入buffer命令，並且顯示當前打開的所有標籤頁的列表。只需要輸入標題、位址或者序號的一部分就可以轉到相應標籤。

### 線上說明

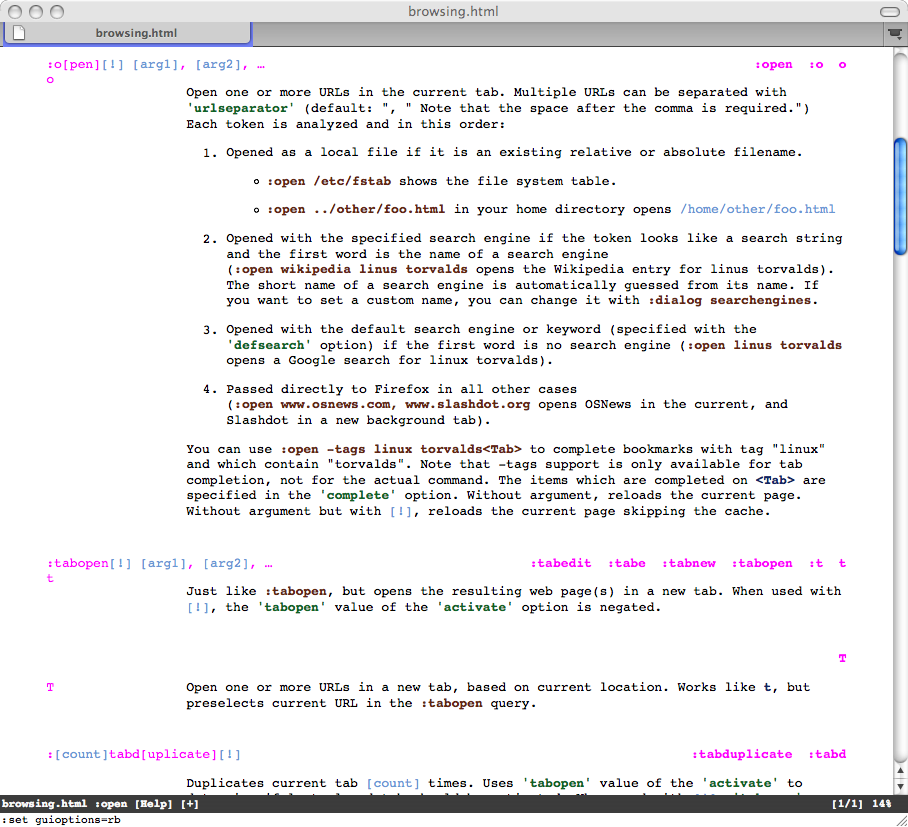
Vimperator關於:help :open的說明

因為它的學習曲線較陡，Vimperator提供了一個類似於Vim的線上說明系統。輸入「help」命令就可以進入。或者輸入「:help [主題]」來瀏覽和[主題]相關的說明。

### 套件系統
Vimperator有自己的套件系統，套件可以使用JavaScript和Vim腳本編寫，以.vimp為副檔名放在 ~/.vimperator/plugin 目錄（Windows中是 %HOME%\vimperator\plugin ）下。JavaScript的函數可以通過js命令使用，所有JavaScript腳本必須放在「js<<EOF」和「EOF」中間。可以在https://web.archive.org/web/20090622191748/http://vimperator.org/trac/wiki/Vimperator/Scripts （英文）下載